# Colette Beaune
Pour les articles homonymes, voir Beaune (homonymie).
Colette Beaune, née en avril 1943 à Chailles (Loir-et-Cher), est une historienne médiéviste française, professeur émérite à l'université Paris X - Nanterre.

## Biographie

### Formation
Née en 1943 à Chailles (Loir-et-Cher), Colette Beaune se passionne pour le procès de Jeanne d'Arc (dont elle est devenue depuis l'une des meilleures spécialistes) en lisant l'intégralité de son procès, alors qu'elle est élève en khâgne au lycée Molière, à Paris.

### Carrière universitaire
Colette Beaune soutient le 21 janvier 1984 une thèse d'Etat exécutée sous la direction de Bernard Guenée et intitulée Naissance d’une nation : mythes et symboles du pays de France à la fin du Moyen-âge. Ladite thèse est publiée en 1985 sous le titre Naissance de la nation France. Elle analyse l'imaginaire national ainsi que les différentes représentations symboliques du territoire et de la monarchie dans les derniers siècles du Moyen Âge. Elle montre comment l'occupation anglaise et le « royaume de Bourges » sont des moments essentiels de l'affirmation du sentiment national français, le choix de saint Michel s'imposant alors que saint Denis et saint Louis trop proches des Anglais sont délaissés. L'ouvrage de Colette Beaune renouvelle, selon Michel Sot, l'approche de l'histoire politique de la fin du Moyen Age en mettant l'accent sur sa dimension imaginaire chrétienne.
D'abord maître de conférences à la Sorbonne (Paris I) de 1985 à 1992, Colette Beaune a délivré l'essentiel de ses enseignements à l'université de Paris X-Nanterre en tant que professeur (1992-2005).
En 2004, elle reçoit le prix du Sénat du Livre d'Histoire pour son ouvrage Jeanne d'Arc. Pour Michelle Bubenicek, l'ouvrage place l'héroïne de l'histoire de France « sous un éclairage résolument novateur ». Il replace le parcours de Jeanne dans la longue lignée des prophètes et des prophétesses et permet de mieux comprendre cette époque dans sa globalité.
En 2012, elle est récompensée pour l’ensemble de son œuvre par le grand prix Gobert de l’Académie française.
En 2015, elle préside la Société des sciences et lettres de Loir-et-Cher.

## Publications

### Ouvrages
- Naissance de la nation France, Paris, Gallimard, coll. « Bibliothèque des histoires », 1985, 431 p. (ISBN 2-07-070389-4, présentation en ligne), [présentation en ligne].Réédition : Naissance de la nation France, Paris, Gallimard, coll. « Folio. Histoire » (no 56), 1993, 574 p. (ISBN 2-07-032808-2).

- Prix Gobert 1986 de l’Académie des inscriptions et belles-lettres
- Le Miroir du pouvoir, Paris, Hervas, 1989.
- (édition du texte) Le Journal d'un bourgeois de Paris : de 1405 à 1449, Paris, Librairie générale française, coll. « Le Livre de poche », 1989.
- Éducation et cultures du début du XIIe siècle au milieu du XVe siècle, 1999.
- Les Manuscrits des rois de France au Moyen Âge, 1997.
- Jeanne d'Arc, Paris, Perrin, 2004, 475 p. (ISBN 2-262-01705-0, présentation en ligne).
- Jeanne d'Arc. Vérités et légendes, Paris, Perrin, 2008, 234 p. (ISBN 978-2-262-02951-7 et 2-262-02951-2, présentation en ligne).
- Le Grand Ferré : premier héros paysan, Paris, Perrin, 2013, 386 p. (ISBN 978-2-262-02891-6, présentation en ligne), [présentation en ligne], [présentation en ligne].
- Colette Beaune et Nicolas Perruchot, L'assassinat politique en France, Paris, Passés Composés, 2021, 250 p. (ISBN 978-2-37933-747-5)

### Articles et communications
- « Clovis dans les miroirs dominicains du milieu du XIIIe siècle à la fin du XIVe siècle », Bibliothèque de l'École des chartes, Paris / Genève, Librairie Droz, t. 54, première livraison,‎ 1996, p. 113-129 (lire en ligne).
- « La mauvaise reine des origines : Frédégonde aux XIVe et XVe siècles », Mélanges de l'École française de Rome. Italie et Méditerranée, 2001.
- « Saint Michel chez Jean d'Outremeuse », dans Cultes et pèlerinages à Saint Michel en Occident, 2003.

## Récompenses et distinctions
- Chevalier de la Légion d'honneur (2010)[7]